# Dawnstar
Dawnstar este o formație de indie rock din Ungaria, Budapesta.